# Temnora
Temnora là một chi bướm đêm thuộc họ Sphingidae.

## Các loài
- Temnora albilinea - Rothschild 1904
- Temnora angulosa - Rothschile & Jordan 1906
- Temnora argyropeza - (Mabille 1879)
- Temnora atrofasciata - (Holland 1889)
- Temnora avinoffi - Clark 1919
- Temnora bouyeri - Cadiou, 2003
- Temnora burdoni - Carcasson 1968
- Temnora camerounensis - Clark 1923
- Temnora crenulata - (Holland 1893)
- Temnora curtula - Rothschild & Jordan 1908
- Temnora dierli - Cadiou 1997
- Temnora elegans - (Rothschild 1895)
- Temnora elisabethae - Hering 1930
- Temnora engis - Jordan 1933
- Temnora eranga - (Holland 1889)
- Temnora fumosa - (Walker 1856)
- Temnora funebris - (Holland 1893)
- Temnora grandidieri - (Butler 1879)
- Temnora griseata - Rothschild & Jordan 1903
- Temnora hollandi - Clark 1920
- Temnora iapygoides - (Holland 1889)
- Temnora inornatum - (Rothschild 1894)
- Temnora kaguru - Darge, 2004
- Temnora leighi - Rothschild & Jordan 1915
- Temnora livida - Holland 1889
- Temnora marginata - (Walker 1856)
- Temnora mirabilis - Talbot 1932
- Temnora murina - Walker 1856
- Temnora namaqua - Rothschild & Jordan 1903
- Temnora natalis - Walker 1856
- Temnora nephele - Clark 1922
- Temnora nitida - Jordan 1920
- Temnora ntombi - Darge 1975
- Temnora palpalis - Rothschild & Jordan 1903
- Temnora peckoveri - (Butler 1876)
- Temnora plagiata - Walker 1856
- Temnora probata - Darge, 2004
- Temnora pseudopylas - (Rothschild 1894)
- Temnora pylades - Rothschild & Jordan 1903
- Temnora pylas - (Cramer 1779)
- Temnora radiata - (Karsch 1893)
- Temnora rattrayi - Rothschild 1894
- Temnora reutlingeri - (Holland 1889)
- Temnora robertsoni - Carcasson 1968
- Temnora rungwe - Darge, 2004
- Temnora sardanus - (Walker 1856)
- Temnora scheveni - Carcasson 1968
- Temnora scitula - (Holland 1889)
- Temnora spiritus - (Holland 1893)
- Temnora stevensi - Rothschild & Jordan 1903
- Temnora subapicalis - Rothschild & Jordan 1903
- Temnora swynnertoni - Stevenson 1938
- Temnora trapezoidea - Clark 1935
- Temnora turlini - Darge 1975
- Temnora uluguru - Darge, 2004
- Temnora wollastoni - Rothschild & Jordan 1908
- Temnora zantus - (Herrich-Schaffer 1854)